# Château de Montmelas
 (février 2025).
- Si vous ne connaissez pas le sujet, laissez ce bandeau (vous pouvez alors contacter les auteurs).
- Si vous supprimez le contenu mis en cause (vous pouvez préalablement contacter les auteurs),

argumentez précisément cette suppression dans la page de discussion
(un manque de référence n'est pas un argument ; une recherche réelle de référence doit avoir été effectuée, être formellement documentée).
Le château de Montmelas est un ancien château fort, reconstruit aux XIIIe ou XIVe siècle, et restauré dans une esthétique néo-gothique au XIXe siècle, qui se dresse sur la commune de Montmelas-Saint-Sorlin dans le département du Rhône en région Auvergne-Rhône-Alpes.
Le château fait l’objet d’une inscription au titre des monuments historiques par arrêté du 29 juin 2000.

## Situation
Le château de Montmelas est situé dans le département français du Rhône sur les communes de Montmelas-Saint-Sorlin et de Saint-Julien, sur un promontoire d'où la vue s'étend jusqu'au Mont Blanc.

## Étymologie
Montmelas vient du latin mons malatus, « mont chargé de fruits », dérivé de malum, « pomme » et fruits de même forme (pêches, coings, grenades).

## Histoire
Il est fait mention d'un château dès 977.

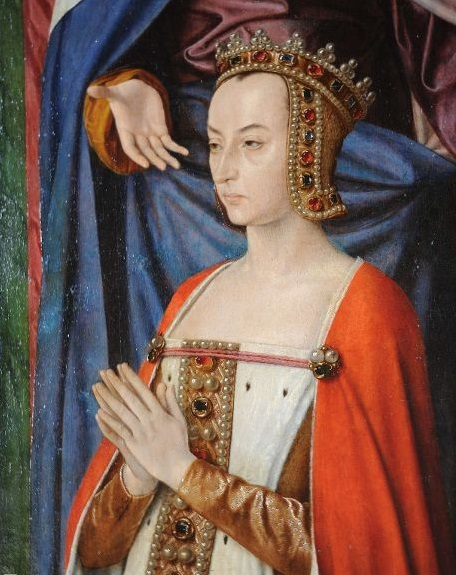
Anne de France

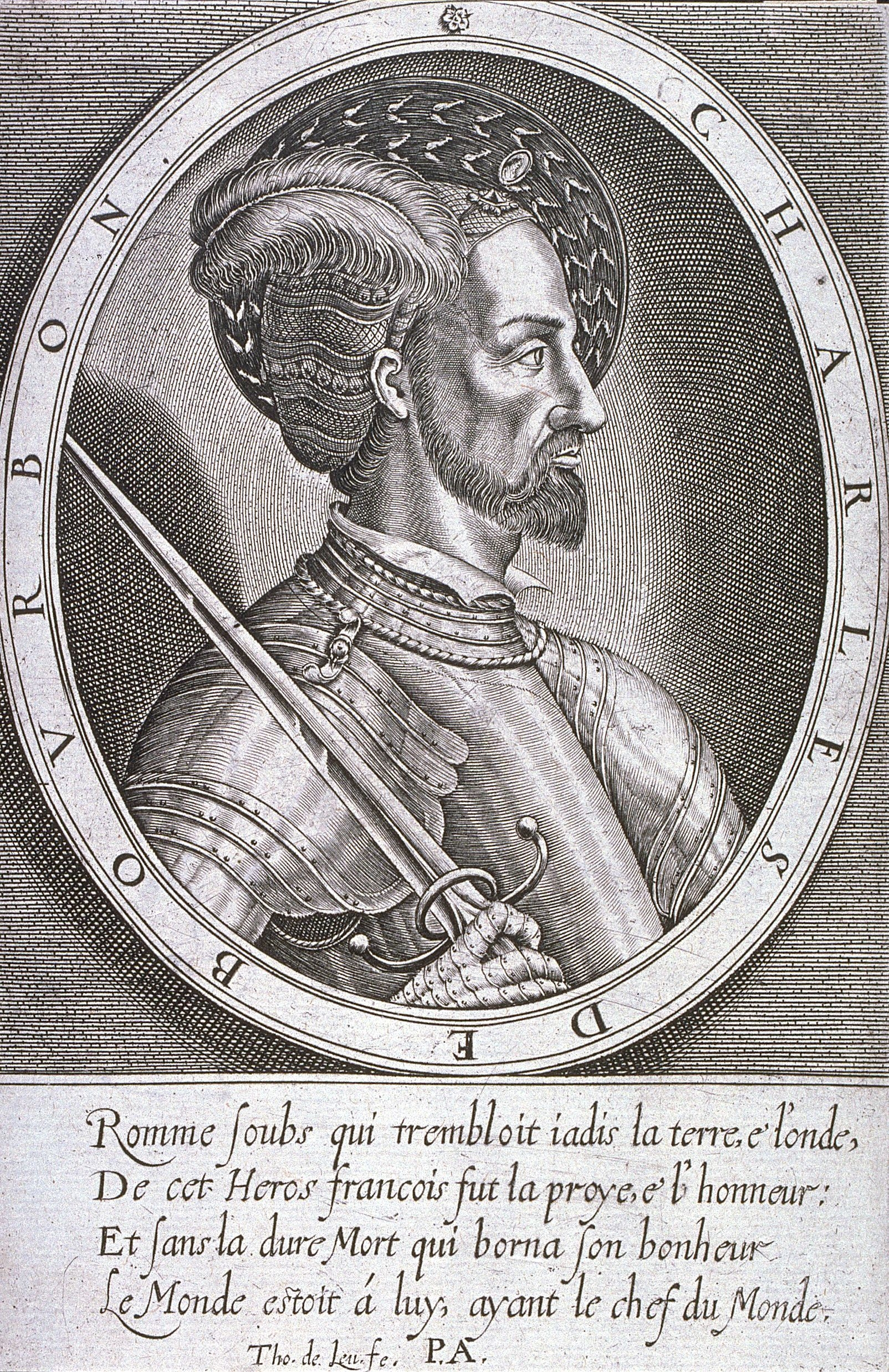
Le connétable de Bourbon

Au XIe siècle, la place forte appartient aux sires de Beaujeu.
En 1331, la propriétaire est Jeanne de Châteauvillain, troisième épouse de Guichard VI de Beaujeu.
En 1520, le fief appartient à Anne de France, duchesse de Bourbon, fille de Louis XI et veuve de Pierre de Bourbon, sire de Beaujeu. Leur fille, Suzanne de Bourbon, épouse le connétable de Bourbon. Les bourbons vendent la seigneurie à Philibert de Crozet. Sa veuve revend le fief à Philibert d'Albon Beaujeu, baron de Lignières.
Le bien échoit par la suite à Louis de Gonzague, duc de Nevers, époux d'Henriette de Clèves.
Jean Arod, époux de Barbe de Signolles, acquiert le château en 1566 lors d'une vente aux enchères. En 1593, Jean Arod est tué alors qu'il repousse une attaque contre son château. En 1654, Guillaume Arod est seigneur de Montmelas. François Arod (1716-1752), marquis de Montmelas, épouse Marguerite de Cuzieu. En 1766, leur fils aîné, Blaise, marquis de Montmelas, épouse Marguerite-Catherine Haynault, maîtresse de Louis XV. Elle restera à Montmelas jusqu'à sa mort en 1823.
À la Révolution, Gaspard de Montmelas, le frère cadet de Blaise, est emprisonné à Lyon ; une délégation de villageois prend la route pour aller le délivrer. À sa mort, en 1837, Agnès Louise veuve de Gaspard d'Arod comte de Montmelas et fille naturelle et reconnue de Louis XV et de Catherine Haynault, laisse le domaine à son arrière-petite-fille, Louise Hélène Léonie de Tournon Simiane (1829-1899) femme de Philippe comte de Tournon‑Simiane.
En 1906, Louise Hélène Françoise de Tournon‑Simiane, fille des précédents, épouse Jean Victurnien Jacques de Chabannes La Palice. En 1962, Jacqueline Léonie Marie de Chabannes La Palice (1896‑1982), fille des précédents, femme de Jehan Comte de Durat en hérite. Le château passe à sa fille ainée, Françoise de Durat femme du comte Henri d'Harcourt. Le domaine appartient aujourd'hui à la famille d'Harcourt.

## Armoiries des propriétaires successifs

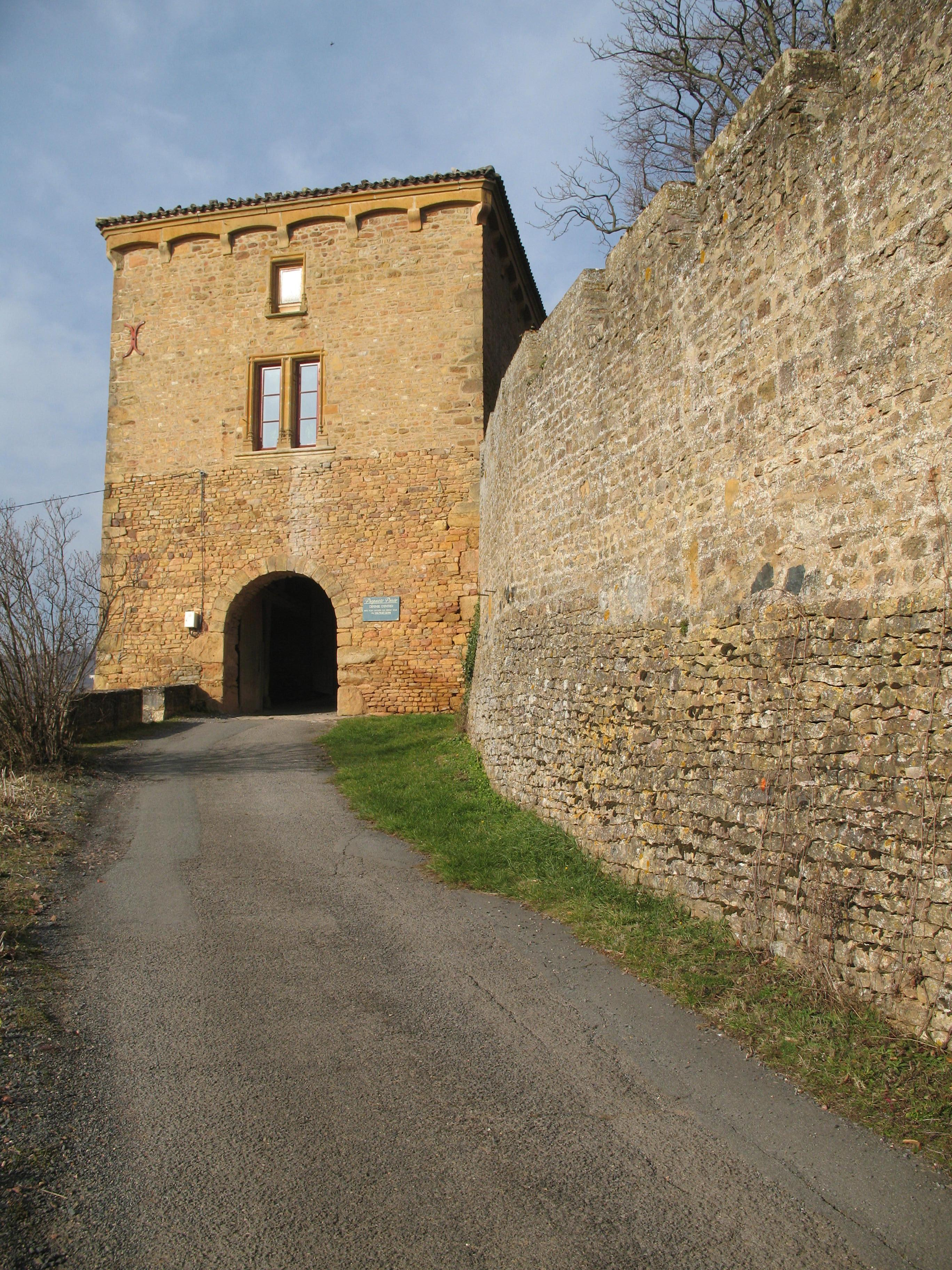
Entrée

- Beaujeu (de) : d'or au lion de sable armé et lampassé de gueules, brisé d'un lambel de cinq pendants du même brochant sur le lion
- Bourbon (de): d'azur aux trois fleurs de lys d'or à la bande de gueules
- Maison d'Albon : d'or au dauphin vif d'azur, crêté & barbelé de gueules.
- Arod de Montmelas (d') : d'or, à la fasce échiquetée de vair et de gueules surmonté de trois étoiles d'azur.
- Tournon-Simiane (de): écartelé : aux 1 et 4 d'azur semé de fleurs de lys d'or, parti de gueules au lion d'or (qui est Tournon), aux 2 et 3 semés de tours et de fleurs de lys d'or (qui est Simiane)
- Chabannes La Palice (de): de gueules au lion d'hermine, armé, lampassé et couronné d'or
- Durat (de) : échiqueté d'or et d'azur
- Harcourt (d') : de gueules à deux fasces d'or

Armes des Beaujeu
Armes du connétable de Bourbon
Armes des Albon
Armes des Clèves-Nevers
Armes des Simiane
Armes des Chabannes
Armes des Durat
Armes des Harcourt

## Description
Construit au XIIe siècle, le château a été profondément remanié au cours des siècles et notamment au XIXe siècle, après 1828, par Louis Dupasquier, architecte lyonnais contemporain de Viollet-le-Duc, d'après un dessin du XVIIe siècle. Il conserve néanmoins de nombreux éléments des XVe et XVIe siècles et les travaux ont visé à restituer une forteresse médiévale complète. L'enceinte extérieure est crénelée.
Il subsiste du château médiéval un donjon cylindrique qui domine une enceinte quadrangulaire munie aux angles de poivrières, ainsi qu'une vaste basse-cour clôturée par des braies.
La propriété est un domaine viticole. Le château de Montmelas est une propriété privée. Il est ouvert à la visite. L'ensemble des bâtiments et des jardins ont été inscrits au titre des monuments historiques le 29 juin 2000. Cela englobe le jardin à la française ainsi que l'enceinte castrale, le château, les communs, les tours, les porches, la chapelle et les cours, la basse-cour du château, le cuvage et le panthéon.

Quelques vues du chateau de Montmelas
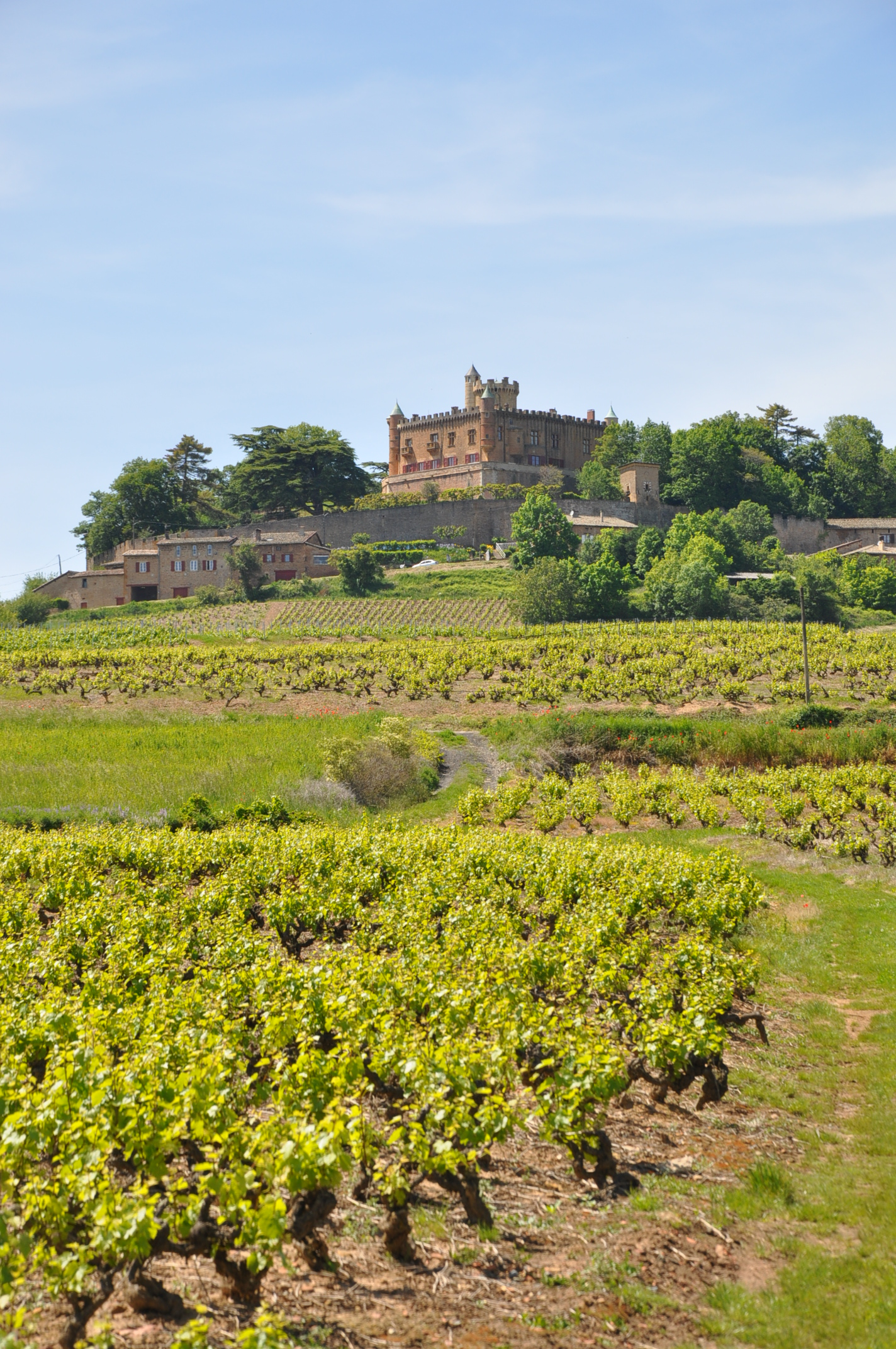
Le château côté est
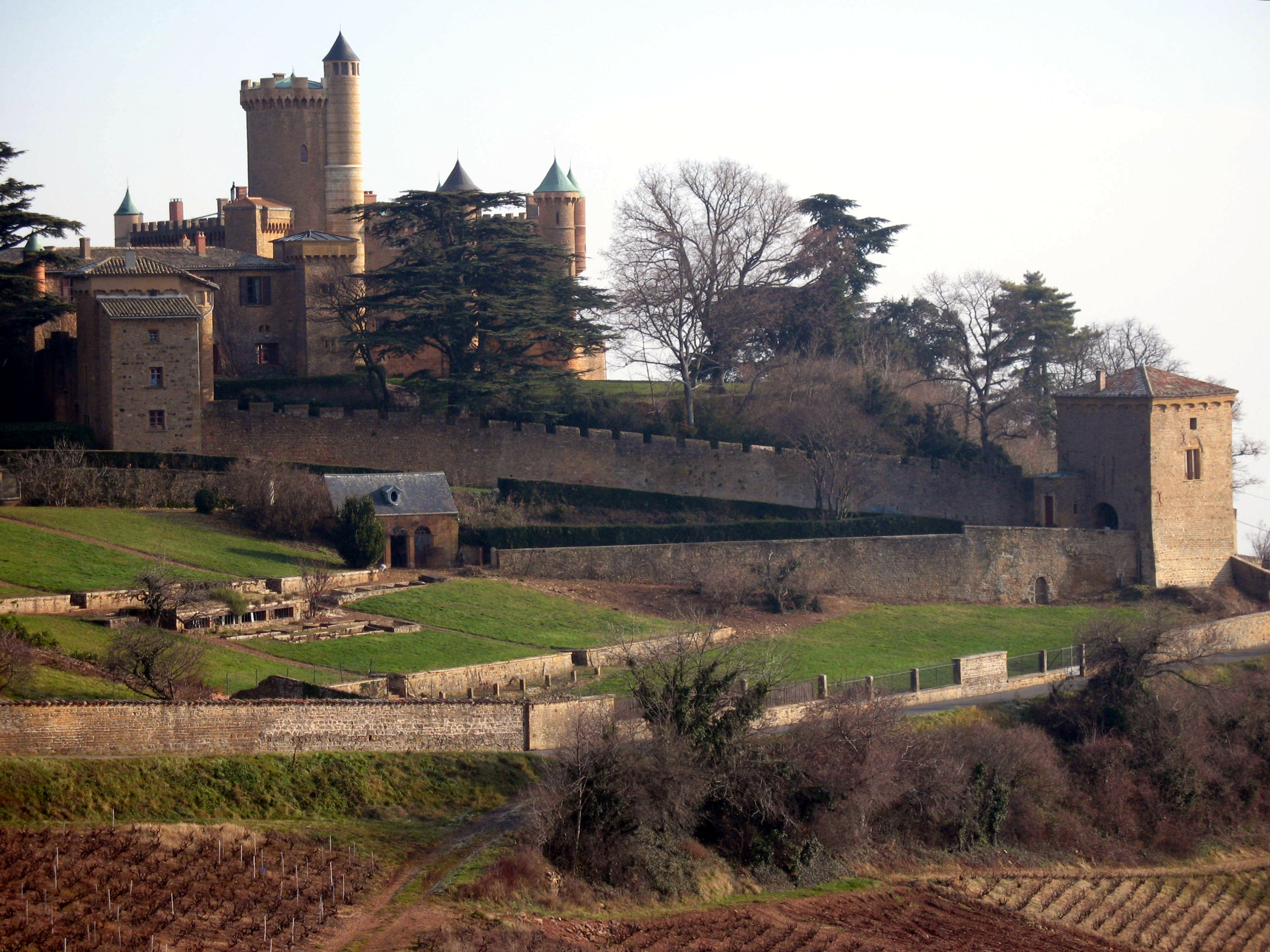
Le château côté sud-ouest
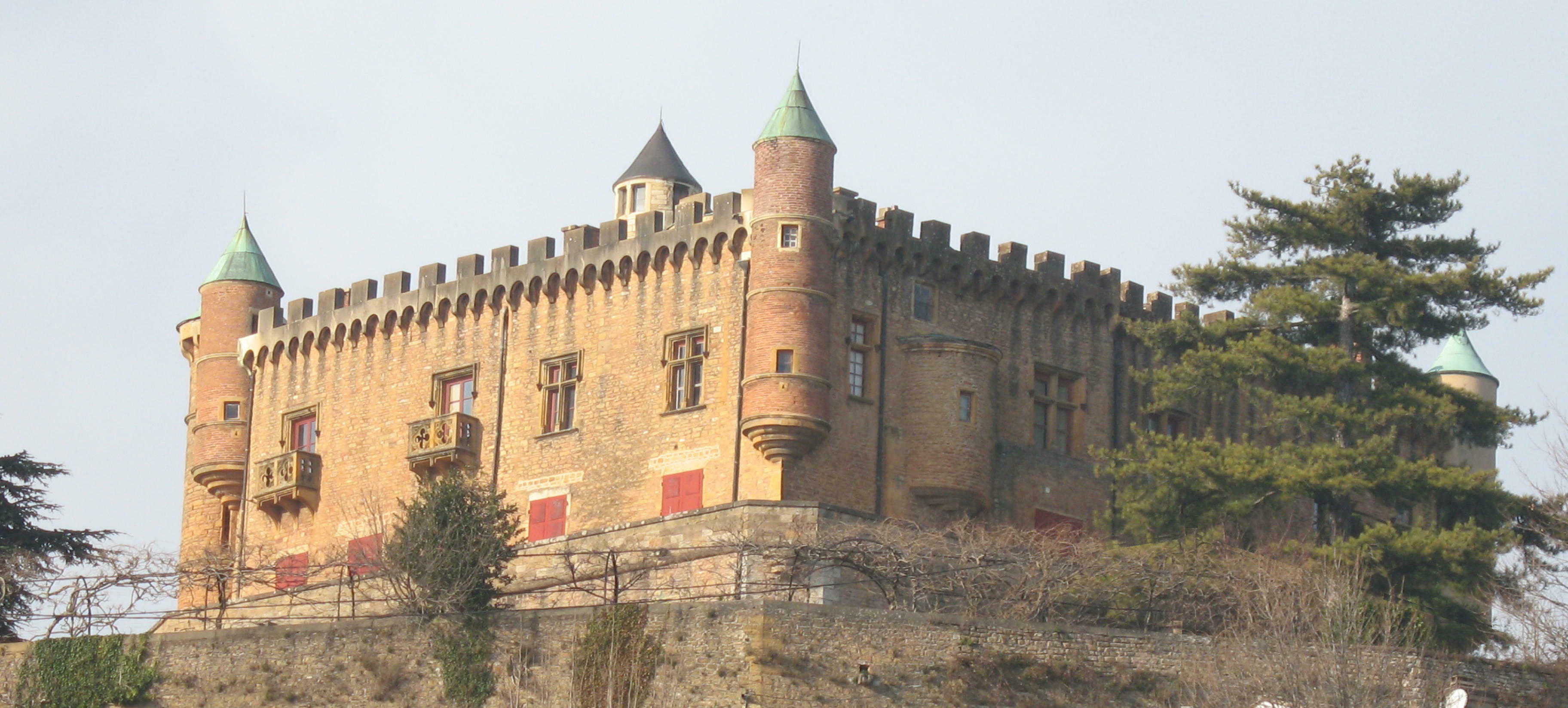

## Parcs et jardins
Le château est entouré d'un vaste parc et d'un jardin à la française. Le parc, son mur d'enceinte et ses deux portes d'entrée, le système hydraulique, le jardin, le potager et ses bâtiments ont aussi été inscrits au titre des monuments historiques le 29 juin 2000.

## Festivités et animations au château
Le Château est ouvert à la visite pour les groupes sur rendez-vous et pour les particuliers à des dates précises sans rendez-vous (juillet et août notamment)
Ouvert pour les journées du patrimoine. Le château de Montmelas fait chambres d’hôtes (avec réservation).